# Videomøde
Et videomøde er et møde, hvor deltagerne ikke er fysisk sammen, men kan se hinanden via computer, telefon el.lign. , altså med input og output af både video, lyd og tekst. Det giver den fordel, at man kan se de andres udtryk og reaktioner, udover at man kan høre, hvad de siger.
Afhængig af mødets formål eller kontekst bruges alternativt udtryk som videokonference eller Webinar,
Introduktion til Softwareapplikationer findes på dansk, for eksempel vedr.
- Cisco Systems: Webex

- GoTo: GoToMeeting Arkiveret 18. december 2019 hos  Wayback Machine

- Microsoft Teams: Teams

- Zoom: Zoom manual Arkiveret 26. november 2022 hos  Wayback Machine